# Ferne Koch
Ferne Koch (1913 - 13 de outubro de 2001) foi uma fotógrafa americana.
O seu trabalho encontra-se incluído nas colecções do Museu de Belas Artes de Houston e do Museu de Arte de Dallas. Os seus arquivos são mantidos pela Universidade do Texas, em Austin.